# Kenneth McKellar
Kenneth McKellar (Paisley, Escocia, Reino Unido, 23 de junio de 1927 - A orillas del Lago Tahoe, 9 de abril de 2010) fue un tenor escocés.

## Carrera
McKellar estudió ingeniería de montes en la Universidad de Aberdeen, tras graduarse, trabajó como ingeniero para la Scottish Forestry Commission. Más tarde trabajó como cantante de ópera en el Royal College of Music. Más tarde comenzó a cantar canciones tradicionales escocesas y otros estilos. Sus álbumes de canciones de Robert Burns son considerados por los musicólogos como las interpretaciones definitivas. 
En 1964, hizo una gira por Nueva Zelanda. Durante las décadas de 1960 y 1970, apareció en un programa de la BBC, junto a Jimmy Shand y Andy Stewart. 
En 1966, la BBC lo eligió como representante del Reino Unido en el Festival de la Canción de Eurovisión 1966 que se celebró en Luxemburgo. Previamente cantó cinco canciones, de las que los espectadores británicos eligieron la canción "A Man Without Love" como la canción británica en el Festival de Eurovisión 1966. El día 5 de marzo de 1966, en Luxemburgo, la canción acabó en noveno lugar, obteniendo la peor clasificación hasta entonces y se mantendría así hasta 1978. Durante la actuación vistió el tradicional kilt escocés. McKellar recibió votos de solo dos países, uno de ellos Irlanda le dio la máxima puntuación, el otro país que puntuó la canción fue Luxemburgo.
"A Man Without Love" alcanzó el número 30 en el UK Singles Chart en marzo de 1966. Sus álbumes The World of Kenneth McKellar (1969) y Ecco Di Napoli (1970), estuvieron un total de 30 semanas en el UK Albums Chart.
McKellar grabó la mayoría de sus discos con el sello Decca Records. McKellar también grabó temas clásicos como "Mesías" de Händel, con Joan Sutherland en una interpretación orquestada por Adrian Boult.

## Muerte
McKellar murió de cáncer pancreático a los 82 años, en casa de su hija, próxima al Lago Tahoe, en los Estados Unidos de América, el 9 de abril de 2010.